# Pai Mei
Pai Mei (白眉T, Bái MéiP, Pai MeiW, lett. "Sopracciglio bianco" in quanto albino; fl. XVIII secolo) è stato un monaco taoista e maestro di arti marziali cinese.

## Biografia
Pai Mei fu un monaco taoista della scuola wutang che contribuì all'incendio del tempio di Shaolin verso il 1763. Si ritiene fosse una spia del governo della dinastia Qing (1644-1901). Veniva anche chiamato Pak Mei e, dopo l'incendio del tempio, diffuse uno stile di kung fu chiamato appunto Pak Mei.
I caratteri cinesi di Pai Mei possono anche essere letti in giapponese はくび (hakubi), parola che significa "buon esempio" oppure "il migliore".
La sua figura è stata d'ispirazione per una figura di malvagio in molti film di arti marziali.

## Film

Pai Mei interpretato da Gordon Liu nel film Kill Bill: Volume 2

Le prime apparizioni avvengono in pellicole prodotte a Hong Kong dai fratelli Shaw, come I distruttori del tempio Shaolin (1977) e Il clan del Loto Bianco (1980). In questi film Pai Mei è interpretato da Lieh Lo, anche regista dell'ultimo.
Dopo più di vent'anni fa nuovamente la sua apparizione in Kill Bill: Volume 2 (2004) di Quentin Tarantino, dove ha il ruolo di un maestro orientale che addestra la Sposa, oltre a Bill e a Elle Driver. In questo film Pai Mei è interpretato dall'attore Chia Hui Liu che, secondo le continue citazioni cinefile da parte di Tarantino, aveva recitato in Il clan del Loto Bianco.
I distruttori del tempio Shaolin
Pai Mei e il governo Ching sono nemici del tempio Shaolin, decidono di distruggerlo radendolo al suolo e uccidendo tutti i monaci all'interno. Alcuni discepoli, mascherandosi da attori di teatro, riescono però a evadere dal tempio dove il sacerdote sta compiendo una razzia. Rifugiatosi a casa con la moglie Hong Xi-Quan si allena per dieci anni con sua moglie, migliorando il suo stile Tigre. Sua moglie invece impara lo stile Gru: nel frattempo nasce un figlio che si allena apprendendo sia lo stile del padre che quello della madre, creando il Tigre-Gru. Intanto il padre si va a confrontare con Pai Mei e muore nel combatterlo, apprendendo però che è vulnerabile tra l'una e le tre del pomeriggio.
Il clan del Loto Bianco
Il figlio di Hong Xi-Quan e Fang Yong-chun, insieme a un amico, riesce a trovare Pai Mei tra le rovine di un tempio Shaolin e riescono a sconfiggere il maestro unendo i due letali stili di kung fu e riuscendo a scovare il suo unico punto debole, situato nel pene.
Kill Bill vol. 2
In Kill Bill: Volume 2 Pai Mei è interpretato da Chia Hui Liu.
Una sera davanti al fuoco Bill narra a Beatrix come iniziò la leggenda di Pai Mei.
Bill, capo della D.V.A.S., pretese che Beatrix, che voleva divenire membro della squadra, fosse allenata dal crudele sacerdote del clan del Loto Bianco. La portò al tempio del maestro, dove la donna si allenò seguendo le sue terribili regole.
Benché Pai Mei fosse estremamente severo e violento negli allenamenti Beatrix si dimostrò all'altezza e riuscì a sopportarli.
Successivamente alla Sposa Pai Mei addestrò Elle Driver, sempre del gruppo di Bill. Elle Driver, assai meno controllata di Beatrix, chiamò però Pai Mei con l'appellativo di "Miserabile stupido vecchio".
Per quest'offesa arrecatagli Pai Mei strappò a Elle l'occhio destro. La donna, sanguinante, si accasciò per terra.
A giorni di distanza da quell'episodio Elle Driver per vendetta uccise Pai Mei avvelenando le teste di pesce del maestro.
Nel backstage David Carradine dichiara di avere storpiato il numero 1883, rendendolo simile alla pronuncia di 1003, a causa di come si dicono in inglese i numeri nelle date. In questo caso Pai Mei avrebbe "solo" circa 130 anni.
È anche possibile che Pai Mei non sia una persona specifica, bensì un titolo che spetta al gran sacerdote del Clan del Loto Bianco. In questo modo Pai Mei potrebbe avere un'età normale e il fatto che egli muoia nei film precedenti non costituirebbe una contraddizione.